# 모하마드 나지불라
모하마드 나지불라 아흐마드자이(1947년 8월 6일 ~ 1996년 9월 28일, 다리어·파슈토어: محمد نجیب‌الله احمدزی)는 아프가니스탄의 공산주의 운동가, 친소주의 정치가로, 소련의 아프간 침공 과정에서 1987년~1992년까지 아프가니스탄의 대통령을 역임했다.
팍티야주에서 파슈툰족 하위 지파의 아들로 태어나 1975년 카불 대학에서 의학 박사 학위를 받고 졸업했다. 이전 1965년 아프가니스탄 인민 민주당에 합류하고 1977년 중앙위원회에 합류했다.
1978년 한 사건에 연루되어 판결을 받고 유럽으로 망명했다가 1979년 소련-아프가니스탄 전쟁 때 카불로 돌아와 1980년 실권을 거의 장악하고 1981년 정치국 전체 회원으로 승진했다.
1986년 4월 5일 바브라크 카르말이 소련의 압박으로 사임하자 아프가니스탄 인민민주당의 당수가 되었으며, 소련군의 철수 발표 후 1987년 9월 30일~11월 30일까지 약 2개월 동안 아프가니스탄 인민공화국 6대 대통령을 역임했다.
1987년 11월 30일 아프가니스탄 인민민주공화국으로 개칭한 뒤 아프가니스탄 조국당을 창당해 제7대 대통령으로 취임했다. 소련군이 완전히 철수하고 붕괴하자 1990년 3월 국방장관 등이 쿠데타를 계획했으나 이를 성공적으로 막아냈다.
하지만 1992년부터 벌어진 아프가니스탄 내전에서 탈레반에게 패배해 수도 카불이 식량과 연료 부족으로 말미암아 정권은 붕괴했다. 이후 대통령직에서도 사임하고 유엔과 연락해 탈출을 기도하다가 탈레반에게 막히고 말았다.
가족들을 인도로 망명시키고 남은 4년 동안 카불에서 피난처를 마련해 버텼으나 결국 1996년 가을 카불이 탈레반 정권에게 점령당하고 카불을 피해 달아나다가 붙잡혔다. 나지불라를 잡은 탈레반은 그를 고문하고 거세한 뒤 트럭 뒤에 매달아 카불 길거리를 개처럼 끌고 다니다 동생 샤푸르 아흐마드잘과 함께 목을 매달아 죽였다. 시체는 대통령궁 근처 광장에 매달려졌다.
이후 탈레반 정권은 이슬람 세계에서도 국제적인 비난을 샀고 특히 인도는 북부 동맹 반군인 아메드 샤 마수드를 지원하기 시작했다.
| 전임 하피줄라 아민 | 아프가니스탄 국가정보원장 1980년 ~ 1986년 | 후임 굴람 파루크 야쿠비 |

| 전임 바브라크 카르말 | 아프가니스탄 인민민주당 당수 1986년 ~ 1992년 | 후임 없음 |

| 전임 바브라크 카르말 | 아프가니스탄 혁명평의회 의장 1986년 ~ 1987년 | 후임 없음 |

| 전임 하지 모하마드 참카니 | 아프가니스탄의 대통령 1987년 ~ 1992년 | 후임 압둘 라힘 하티프 |